# Juan Carlos Heredia Araya
Juan Carlos Heredia Araya, sovint anomenat Milonguita Heredia, (Córdoba, 1 de maig de 1952) és un exfutbolista argentí de la dècada de 1970. El sobrenom Milonguita li venia del seu pare, que també fou futbolista amb el sobrenom Milonga. Va ser internacional amb la selecció espanyola.

## Trajectòria
Jugava d'extrem dret. Debutà l'any 1970 al club CA Belgrano i el 1972 fou traspassat a Rosario Central però ràpidament fou contractat pel FC Barcelona. El Barça el contractà com a oriünd (futbolistes americans que jugaven com a espanyols per tenir avantpassats d'aquesta nacionalitat), però a diferència del que succeïa amb la majoria de casos, Heredia no va rebre el vistiplau de la Federació. El president del Barça Agustí Montal i Costa entrà còlera per la decisió i ordenà una investigació sobre els oriünds que jugaven a primera divisió. Finalment, el 26 de maig de 1973, davant els fraus de l'anterior normativa decidí canviar-la, adoptant la contractació de dos jugadors forans per club. El Barcelona tenia les dues places cobertes per Johan Cruyff i Hugo Sotil i decidí cedir el jugador, primer al FC Porto de Portugal i després a l'Elx CF, ingressant definitivament a la primera plantilla barcelonista el 1974. Heredia formà part de la plantilla que guanyà la Copa del Rei de futbol l'any 1978 i la Recopa d'Europa el 1978-79. Precisament aquest darrer 1979 abandonà el club després d'un greu enfrontament amb Joaquim Rifé per retornar a l'Argentina on jugà amb River Plate, on guanyà dues lligues, acabant la seva carrera a Argentinos Juniors i Talleres de Córdoba.
L'any 1975 obtingué la nacionalitat espanyola i arribà a jugar amb la selecció en tres ocasions. Debutà el 15 de novembre de 1978, a València, en un Espanya 1 - Romania 0. El seu tercer i darrer partit fou el 10 d'octubre de 1979 a València, en un Espanya 0 - Iugoslàvia 1.

## Palmarès
FC Barcelona
- 1 Recopa d'Europa de futbol: 1978-79
- 1 Copa del Rei de futbol: 1978-79

River Plate
- 2 Campionats argentinsí de futbol: Metropolitano 1980, Nacional 1981